# Гальское болото
Гальское болото, Омельное болото — болото в Копыльском, Узденском и Слуцком районах Беларуси.

## Описание болота
Осушенное, низинного типа в водосборе реки Лоша. Отдельные части называются Гало, Долгий Остров, Найдубово. Средняя глубина торфа 2,1 м, степень разложения 40 %, зольность 8,2 %. Осушено открытой сетью более 10 тыс. га. Добывается много торфа.

## Флора
Выращивают зерновые и пропашные культуры, однолетние и многолетние травы.